# Этекс, Пьер
Пьер Этекс (фр. Pierre Étaix; 23 ноября 1928, Роан—14 октября 2016, Париж) — французский комедийный актёр, режиссёр, сценарист, художник.

## Биография
Этекс получил художественное образование. В молодые годы учился искусству витража в Италии у известного мастера Тео Ханссена (фр.). Перебравшись в Париж, работал карикатуристом, художником в театре, выступал в варьете и цирке. Решающую роль в его карьере сыграла встреча с Жаком Тати в середине 1950-х годов. В 1958 году выступил ассистентом режиссёра и автором комедийных трюков в фильме Тати «Мой дядюшка». На съемках этого фильма Этекс познакомился со сценаристом Жаном-Клодом Каррьером. Совместно с Каррьером они впоследствии совместно выпустили три полнометражных и три короткометражных фильма — в том числе «Счастливая годовщина» (фр.), получивший премию «Оскар» за лучший игровой короткометражный фильм. В советском прокате демонстрировался первый цветной фильм Этекса — «Большая любовь» (1968), один из эпизодов которого (сновидение главного героя) перекликается с эстетикой фильма Луиса Бунюэля «Скромное обаяние буржуазии» (сценарий для которого писал тот же Жан-Клод Каррьер). Картину «Страна лентяев» (1971) можно было бы назвать документально-художественным памфлетом: режиссер исследует быт и нравы французских отпускников вскоре после революционных событий 1968 года.
В 1973 году стараниями Этекса во Франции было учреждено Национальное цирковое училище. С 1985 года работал для театра; первая пьеса — «Господин преклонного возраста».
В 2011 году Этекс стал лауреатом почетной премии «Оскар» за творчество в целом.

### «Йо-Йо»
Вершиной творчества мастера критики называют картину «Йо-Йо», снятую в 1965 году. Это история разорившегося миллионера, отправившегося странствовать с цирковой наездницей. Их сын Йо-Йо (имя связано с названием игрушки, которая также фигурирует в фильме) станет великим клоуном и вернет утраченное состояние.
Фильм «Йо-Йо» сочетает изысканный кинематографический стиль с отчетливым антибуржуазным пафосом. В частности, Этекс очень выразительно представил начальный этап Великой депрессии 1929 года:
«Из окон банковских небоскребов смешно выбрасываются разорившиеся бизнесмены-самоубийцы. Перед нами панорама деловито дымящих заводов и фабрик. Дикторский текст: „Встали предприятия“ — и дым с забавной поспешностью втягивается обратно в трубы. Следующий кадр: длинная очередь безработных за бесплатной тарелкой супа. Камера, двигаясь, рассматривает каждого. Скорбные фигуры. Исхудавшие лица. В руках старые кастрюли, консервные банки, помятые котелки и вдруг — серебряная суповая миска из дорогого сервиза.» 

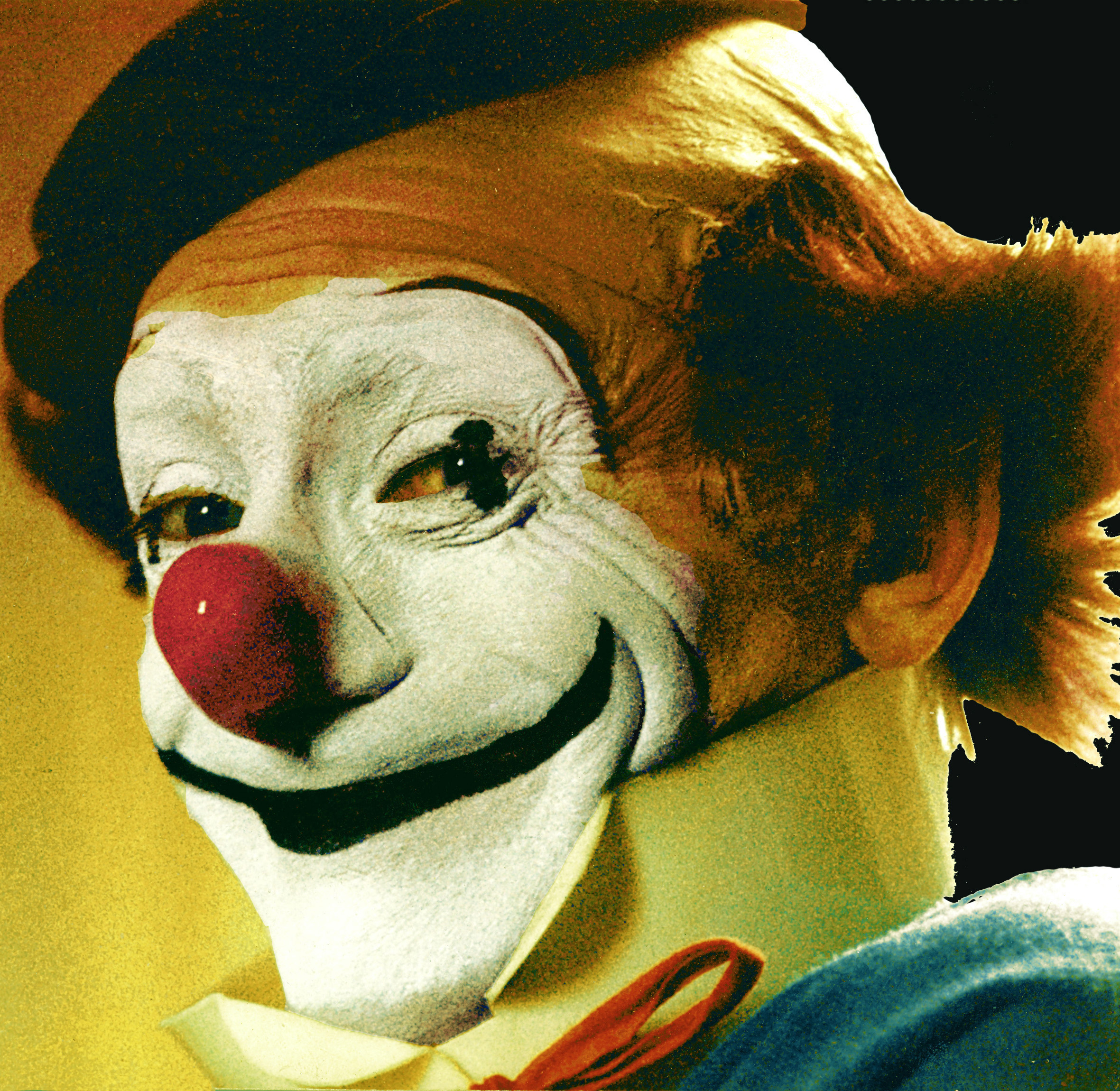
Пьер Этекс в своём фильме «Йо-Йо»

Франсуа Трюффо в письме Этексу писал об этой картине: «Мне нравится здесь каждый кадр, каждая мысль, так много нового открылось о кино». Фильм насыщен аллюзиями на творчество великих комиков мирового кино — Чарли Чаплина (в одном из эпизодов Этекс явно пародирует Аденоида Хинкеля из фильма «Великий диктатор», который в свою очередь является пародией на Гитлера), Макса Линдера, Бастера Китона, Джерри Льюиса.

### Актерские работы
В 1959 году Этекс исполнил небольшую роль сообщника главного героя в фильме Робера Брессона «Карманник». Семь лет спустя Луи Маль снова взял его на роль карманника в фильме «Вор». В фильме знаменитого японского режиссера Нагиса Осима «Макс, моя любовь» Этекс, напротив, снялся в роли детектива. В последние годы жизни он сыграл несколько эпизодических ролей, опять-таки в фильмах знаменитых режиссёров: доктор Беккер в фильме Аки Каурисмяки «Гавр», французский продюсер в картине Отара Иоселиани «Шантрапа» и клошар в его же «Зимней песне».
В своем интервью 2015 года Иоселиани так отзывается о последней роли Этекса:
«Это настоящий гений… Его роль должна была стать более масштабной, однако он не мог играть в полную силу из-за проблем со здоровьем. Именно поэтому — вы, наверное, обратили внимание — в фильме он всё время сидит. Но как он это делает! Он человек исключительной утонченности. Ему очень нравилось умереть в роли бродяги, и к тому же клошара — в прошлом аристократа.» 

### Этекс и Феллини
Федерико Феллини запечатлел Этекса (вместе с его супругой, актрисой и клоунессой Анни Фрателлини) в своем фильме «Клоуны». В свою очередь Этекс выразил свою признательность итальянскому мастеру в одном из эпизодов картины «Йо-Йо», где содержится отсылка сразу к двум фильмам Феллини — «Дорога» и «Восемь с половиной»:
Когда семейка Йо-Йо приезжает со своим балаганчиком на площадь крохотного городка, где разыгрывается вечернее представление, отец вздыхает: «Ах, место уже занято» и указывает на афишу с физиономиями Джульетты Мазины и Энтони Куинна, анонсирующую «Выступление Джельсомины и Дзампано в 8 ½ ч.».

### Работа иллюстратором
Пьер Этекс выполнил иллюстрации для целого ряда изданий, в том числе для книги Жана-Клода Каррьера «Слова и вещь» («Les mots et la chose», 1991) и романа Ги Франке «Розовая свинка» («Le cochon rose», 1997). Кроме того, он проиллюстрировал свои собственные книги: «Шляпная коробка» («Le Carton à chapeaux», 1981), «Ненавижу голубей» («Je hais les pigeons», 1996), «Срочно вызвать клоуна» («Il faut appeler un clown», 2002) и пр.

## Фильмография

### Полнометражные фильмы
- 1962 — «Воздыхатель» (Soupirant, Le. Франция).
- 1965 — «Йо-Йо» (Yoyo. Франция).
- 1966 — «Было бы здоровье» (Tant qu'on a la santé. Франция).
- 1968 — «Большая любовь» (Grand amour, Le. Франция).
- 1971 — «Страна лентяев» (Pays de cocagne. Франция, документальный).
- 1987 — «Господин преклонного возраста» (Âge de Monsieur est avancé, L'. Франция).
- 1989 — «Я пишу в пространстве» ( J'écris dans l'espace, Франция).

### Короткометражные фильмы
- 1961 — «Разрыв» (Rupture)
- 1962 — «Счастливая годовщина» (Heureux anniversaire)
- 1963 — «Бессонница» (Insomnie)

## Премии и награды
- 1961 — приз «ФИПРЕССИ» Кинофестиваля в Мангейме за фильм «Разрыв»
- 1961 — Большой приз  Кинофестиваля в Оберхаузене за фильм «Разрыв»
- 1961 — Большой приз  Кинофестиваля в Оберхаузене за фильм «Счастливая годовщина»
- 1962  — Премия Оскар за лучший короткометражный фильм за фильм «Счастливая годовщина»
- 1963 —  Почетный диплом  Московского кинофестиваля за фильм «Вздыхатель»
- 1963 —  Приз Луи Деллюка за  фильм «Вздыхатель»
- 1965 — Приз Международной католической организации в области кино (OCIC) на Каннском кинофестивале за фильм «Йо-йо»
- 1965 — Приз за лучший фильм для молодежи на Каннском кинофестивале за фильм «Йо-йо»
- 1967 — Приз «Серебряная раковина» на Кинофестивале в Сан-Себастьяне за фильм «Было бы здоровье»
- 1969 — Большой приз Французского кино за фильм «Большая любовь»
- 1969 — Приз Международной католической организации в области кино (OCIC) на Каннском кинофестивале за фильм «Большая любовь»
- 2013 — Командор ордена Искусств и литературы

## Цитаты
- «…Я, например, из цирка ушел в кино — потому что есть вещи, которые невозможно сделать на арене или на сцене. Вот человек получил письмо от подруги, которая решила его бросить. Он хочет ей ответить, но от слез чернила на бумаге расплываются. Это можно показать только в кино на крупном плане: в театре никто ничего не увидит»[13] — Пьер Этекс, 2013.
- «Я клоун, не могу жить без цирка и, как все цирковые артисты, легок на подъем. Могу целый год, включившись в гастрольную труппу, колесить по Франции, выступать в наскоро натянутых шапито. И наслаждаться такой жизнью. И ... не скучать по кино. Но порой всё же скучаю. И тогда снова берусь за камеру» [14]